# Karl-Heinz Wehr

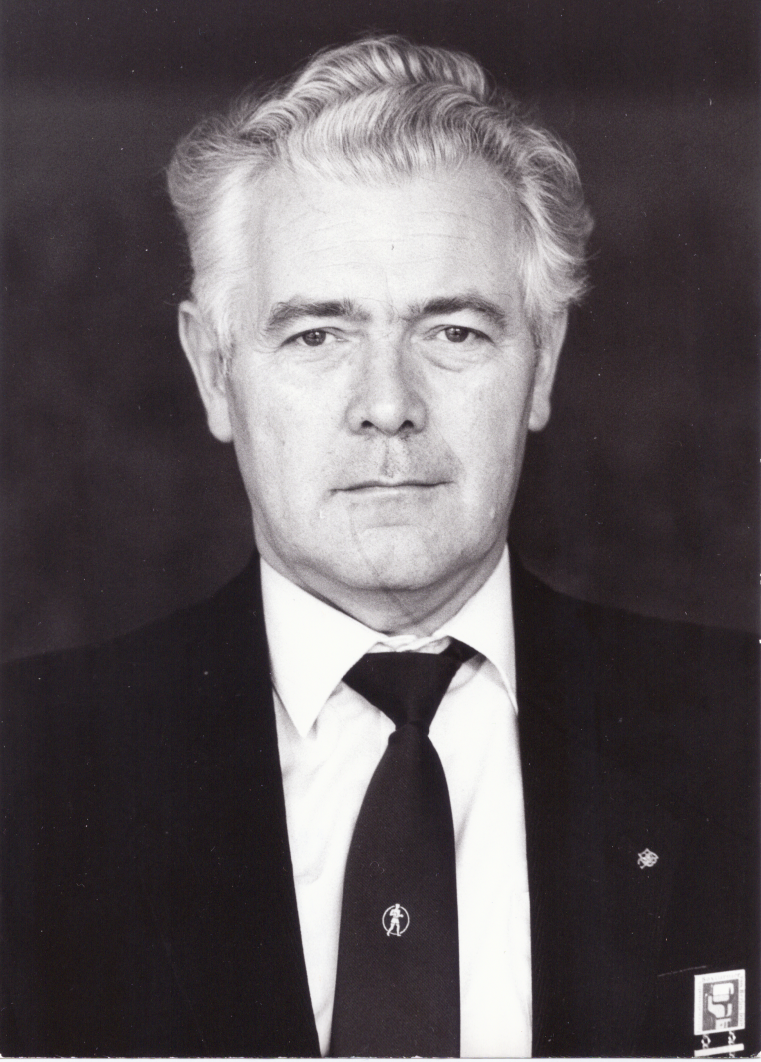
Karl-Heinz Wehr, Berlin

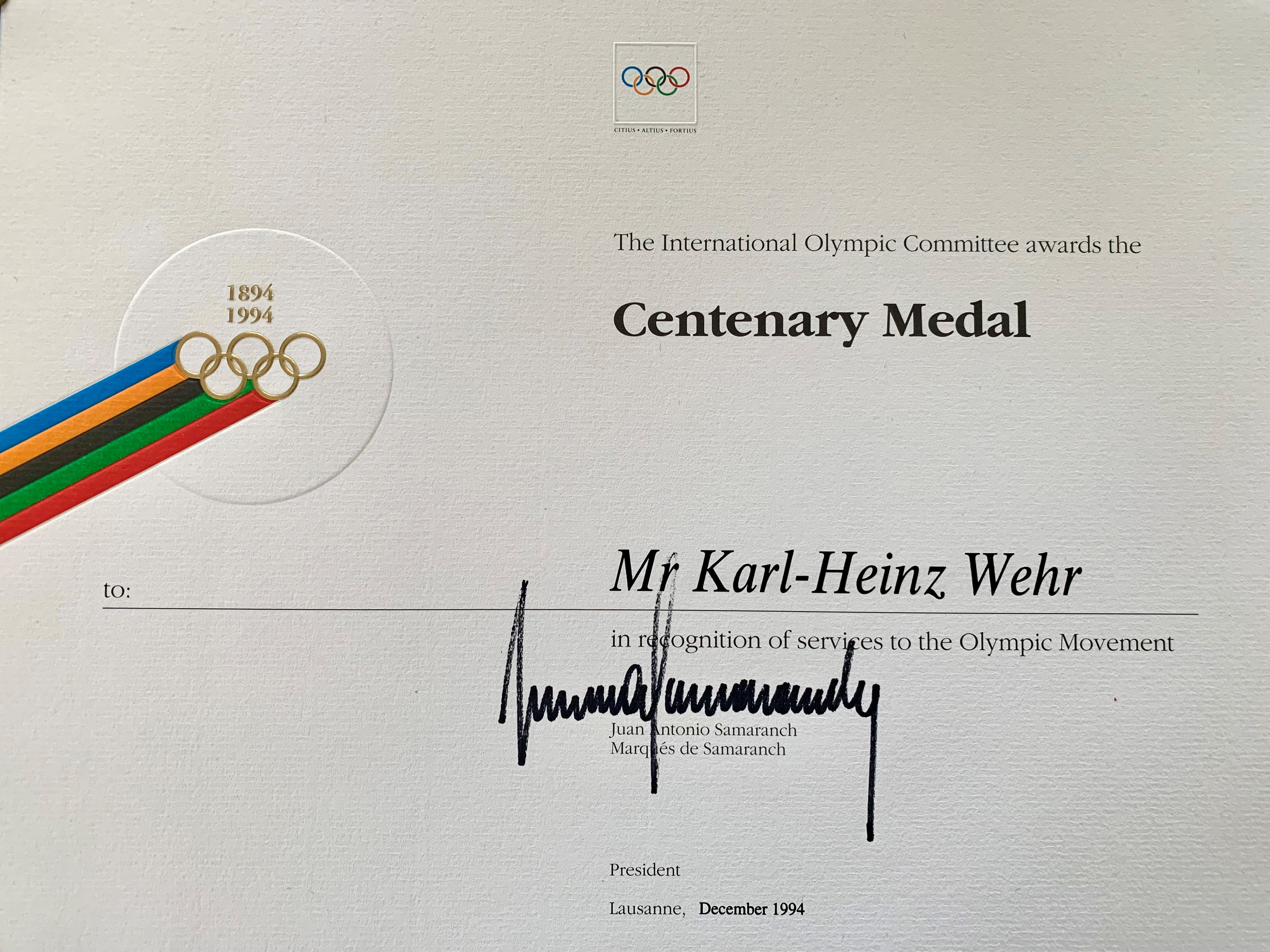
Urkunde des IOC von 1994, für die geleistete Arbeit im Sinne des olympischen Gedankens.

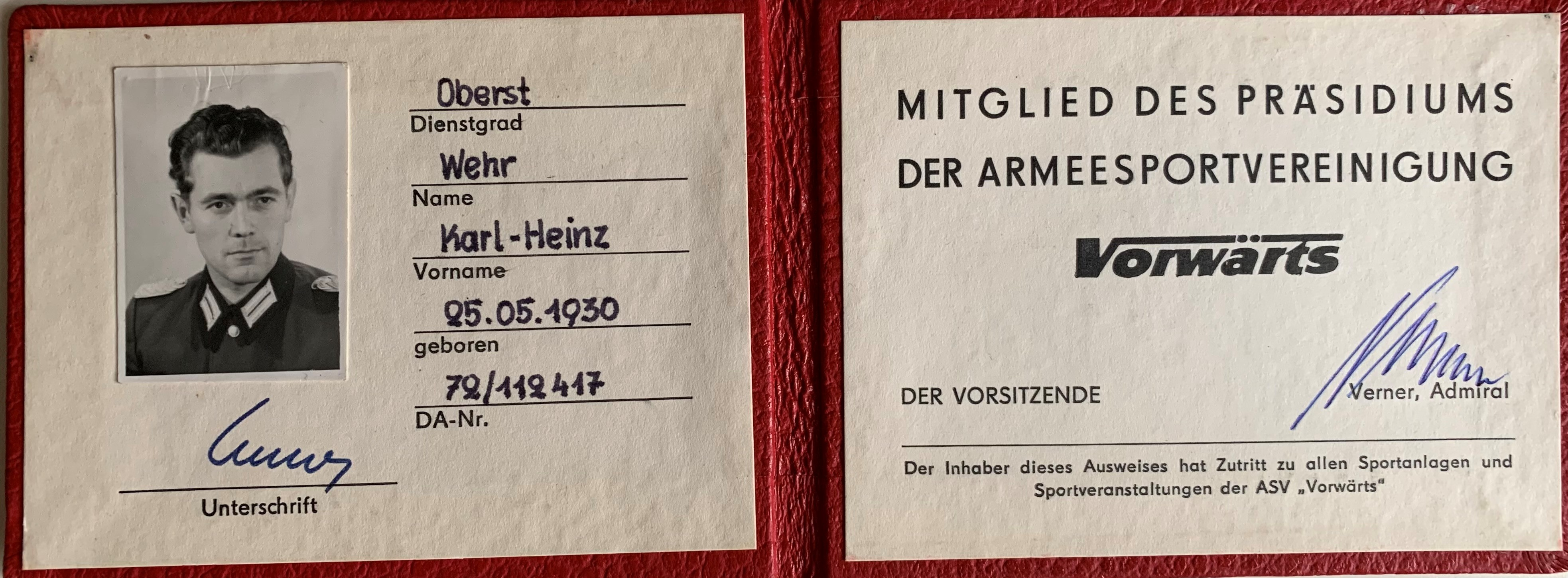
Wehr war Mitglied des Präsidiums der Armeesportvereinigung Vorwärts.

Karl-Heinz Wehr (* 25. Mai 1930 in Etgersleben; † 19. September 2015 in Berlin) war ein deutscher Boxsportfunktionär.

## Leben
Wehr schloss ein Studium der Rechtswissenschaft ab. Er war Oberst der Nationalen Volksarmee (NVA) und Abteilungsleiter in der NVA-Verwaltung Körperkultur und Sport.
1953 erlangte er die Tätigkeitsberechtigung als Kampfrichter im Boxsport. Stellvertretender Vorsitzender des Deutschen Boxverbands der Deutschen Demokratischen Republik war Wehr in Zeitraum 1959 bis 1984. Beim Weltamateurboxverband AIBA war er ab 1968 im Exekutivgremium vertreten, wurde 1976 AIBA-Vizepräsident, war zwischen November 1986 und 1998 AIBA-Generalsekretär. Damit war der Berliner in den 1990er Jahren der ranghöchste, aus der ehemaligen DDR stammende Funktionär in einem Sport-Weltverband. Wehr war an der Gründung des Europäischen Amateurboxsportverbandes EABA beteiligt und war zehn Jahre stellvertretender Vorsitzender der EABA und des Kampfrichterausschusses. Im 2013 von Tim Neumann veröffentlichten Aufsatz Freund oder Feind? Der Boxverband der DDR und seine europäischen Konkurrenten wird Wehr als „für den Boxsport und die Sportpolitik der DDR unersetzlich“ sowie „unentbehrlicher Funktionär“ bezeichnet.
Als inoffizieller Mitarbeiter berichtete er dem Ministerium für Staatssicherheit (Stasi) unter dem Decknamen „Möwe“ laut Aktenlage unter anderem über die Hintergründe weltsportpolitischer Personalentscheidungen. Laut Der Spiegel im Juli 1996 notierte Wehr „jeden Winkelzug und meldete ihn der Stasi“. Laut Peter Boeger in einem von der Bundeszentrale für politische Bildung 2015 veröffentlichten Aufsatz profitierte Wehr „selbst von den Machenschaften, die er eigentlich aufklären sollte. Königsmacher Horst Dassler korrumpierte die AIBA-Wahl 1986 auf einem Kongress in Bangkok dahingehend, dass IM "Möwe", alias Karl-Heinz Wehr, deren Generalsekretär wurde“, heißt es dort.
Im 1996 veröffentlichten Buch The New Lords of the Rings: Olympic Corruption and How to Buy Medals schrieb der britische Journalist Andrew Jennings mit Bezug auf Stasi-Akten, dass Wehr der Stasi über die Zahlung von Bestechungsgeld von südkoreanischer Seite an Kampfrichter berichtet habe, mit dem sichergestellt werden sollte, dass koreanische Boxer bei den Olympischen Sommerspielen 1988 gewinnen.
In den 1970er und 1980er Jahren war Wehr Mitverfasser von Büchern über die Durchführung internationaler Boxwettkämpfe sowie das Boxregelwerk. Die Werke wurden vom Weltverband AIBA herausgegeben. 1983 trug Wehr zum von Helmut Kirchgässner sowie Horst Fiedler herausgegebenen Werk Ein Lehrbuch für Trainer, Übungsleiter und Aktive den Aufsatz Der Boxsport in der DDR und seine Stellung in der sozialistischen Körperkultur bei. Als Zeitzeuge trug Wehr zum 2017 von Tim Neumann veröffentlichten Buch Boxen in der DDR. Die Geschichte des Boxsportverbandes der DDR bei.

## Auszeichnungen
- 1964 Verdienstmedaille der DDR
- 1968 Vaterländischer Verdienstorden in Bronze, 1988 in Silber
- 1972 Kampforden „Für Verdienste um Volk und Vaterland“ in Bronze
- 1976 Banner der Arbeit
- 1980 Ehrenzeichen für Körperkultur und Sport der Deutschen Demokratischen Republik